# 圣热尔韦德维克
圣热尔韦德维克（法語：Saint-Gervais-de-Vic，法語發音：[sɛ̃ ʒɛʁvɛ də vik]）是法国萨尔特省的一个市镇，属于马梅尔斯区。

## 地理
圣热尔韦德维克（47°53'13"N, 0°44'27"E）面积16.03 平方千米，位于法国卢瓦尔河地区大区萨尔特省，该省份为法国西北部内陆省份，北起顺时针与奥恩省、厄尔-卢瓦省、卢瓦-谢尔省、安德尔-卢瓦尔省、曼恩-卢瓦尔省和马耶讷省接壤，是法国大西部的入口，连接卢瓦尔河谷、布列塔尼和巴黎盆地。
与圣热尔韦德维克接壤的市镇（或旧市镇、城区）包括：圣卡莱、布赖河畔萨维尼、拉沙佩勒于翁、圣塞罗特。

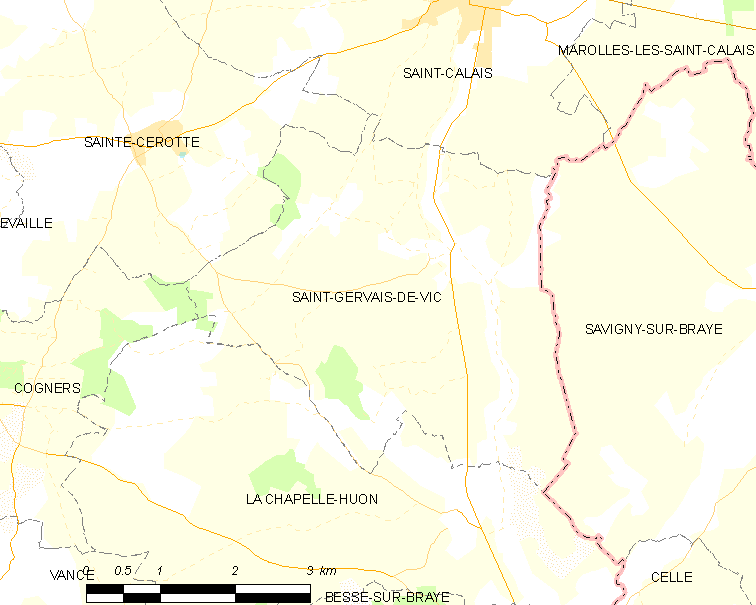
圣热尔韦德维克的OSM定位图

圣热尔韦德维克的时区为UTC+01:00、UTC+02:00（夏令时）。

## 行政
圣热尔韦德维克的邮政编码为72120，INSEE市镇编码为72286。

## 政治
圣热尔韦德维克所属的省级选区为圣卡莱县。

## 人口

1962-2008年间圣热尔韦德维克人口变化图示

圣热尔韦德维克于2022年1月1日时的人口数量为392人。